# Margarita de Navarra y Sicilia
Margarita Garcés de Pamplona, o Margarita de Navarra, (1128-1183) fue reina consorte del Reino de Sicilia durante el reinado de Guillermo I (1154–1166) y la regente durante la minoría de edad del hijo de ambos, Guillermo II. Fue hermana de Sancho VI el Sabio, rey de Pamplona, primero, y de Navarra, después.

## Biografía
Fue hija del matrimonio entre el rey García Ramírez de Pamplona y su primera esposa, la normanda Margarita de l'Aigle. Dentro de la política internacional de García Ramírez estaba el acercamiento hacia la autoridad de la Iglesia buscando resolver un «elemento conflictivo en la legitimidad de la corona» pamplonesa ante «la negativa del pontificado a reconocer el título real» del monarca pamplonés. Buscando «avanzar hacia un mejor entendimiento con el papa» se proyecta «el enlace efectuado entre Margarita de Navarra y el futuro rey de Sicilia, Guillermo, en 1146.» A este respecto, en estos momentos, Sicilia «conviene recordar es un reino vasallo del papa.» Más aún, «Sicilia no es un reino más del elenco de monarquías europeas: sostiene una realeza con particulares vínculos con, por un lado el pontificado, e incluso, por otro, con una familia de origen normando, parientes, al fin y al cabo, de los reyes de Inglaterra y señores de Gascuña.»
Cuando se casó, Margarita era aún una niña, con Guillermo de Altavilla cuando éste era todavía un príncipe de Sicilia más, el cuarto hijo de Roger II de Sicilia. Según el historiador italiano Isidoro La Lumia ella era, a edad avanzada, bella ancora, superba, leggiera (todavía hermosa, orgullosa, liviana).

## Reina consorte
Durante el reinado de su marido, fue a menudo ignorada por el rey, por la que particularmente no sintió amistad, ni ciertamente la amó. Sin embargo, ella tenía una personalidad más fuerte que la de él y varias veces le convenció para que actuara cuando el rey quería ser pasivo. Ella tuvo un enamoriscamiento, quizás mutuo, con Mayón de Bari, el ammiratus ammiratorum (almirante de almirantes) del rey, y ambos se aliaron a menudo para intentar derribar a los opositores del rey, aunque uno de ellos, Mateo Bonello, asesinó a Mayón de Bari y secuestró a Margarita con dos de sus hijos durante la rebelión de 1160.
Como consecuencia de «este peculiar enlace» se enmarca el papel decisivo que tuvo en el nombramiento de un hijo ilegítimo de Rotrou de Perche, Esteban, primo de Margarita de l'Aigle, como obispo de Palermo en 1166.

## Descendencia
Fruto de su matrimonio con Guillermo I el Malo, nacieron cuatro hijos:
- Roger (1152-1161), duque de Apulia. Murió antes que su padre.
- Roberto (1153-1158), príncipe de Capua.
- Guillermo (1155-1189), sucedió a su padre Guillermo I como rey de Sicilia. Durante su minoría, Margarita fue regente.
- Enrique (1158-1172), príncipe de Capua.

## Reina regente
Fue voluntad de Guillermo I que, a su muerte (1166), su hijo mayor superviviente le sucediese y su segundo hijo recibiera el principado de Capua. Así se hizo, y el día de la coronación de Guillermo II, Margarita declaró una amnistía general en todo el reino. La nueva regente también revocó el último acto más impopular de su marido: la imposición de rescate mediante dinero de las ciudades rebeldes. El primer nombramiento de Margarita para el gobierno del reino fue la designación de un hombre fuerte para la posición vacante de almirante (pues Mayón de Bari murió asesinado en vida del rey, su marido). Ella promovió al caíd Pedro como almirante del reino, un converso musulmán y eunuco, lo que molestó mucho a la aristocracia de sangre, que se creía con más derecho, y provocó la envidia de la aristocracia palatina.
La reina desconfiaba de la aristocracia nativa y escribió una carta a su primo, Rotrudo, arzobispo de Ruan, pidiendo que le enviara a uno de sus parientes normandos franceses, por parte de la familia de su madre (L'Aigle), para ayudarla a gobernar. Su primo Gilberto conde de Gravina, que ya estaba presente en el sur de Italia, era uno de los enemigos de Pedro el Caíd y, según el cronista Hugo Falcando, un traicionero y firme opositor al gobierno de su prima.
En medio de este conflicto de relaciones entre la corte y la nobleza, Pedro el Caíd desertó de su cargo de Cancellarius Regni (canciller del reino) huyendo a Túnez, donde se reconvirtió al Islam con el nombre de Ahmed el Siciliano. Este hecho forzó a Margarita a nombrar a su primo, el traicionero Gilberto de Gravina, catapán de Apulia y de Campania y a enviarlo fuera de Sicilia, a la península italiana, para prepararse contra la invasión proveniente de las ambiciones territoriales del emperador gibelino Federico I Barbarroja. En esta coyuntura, la popularidad de la reina regente, a gran altura gracias a las medidas populistas iniciales de su reinado (según lo mencionado anteriormente), había disminuido considerablemente y la conocían en la calle como «la Española».
Después de la salida de Gilberto a Apulia, el medio hermano de Margarita, Rodrigo Garcés de Navarra, llegó a Palermo. Rodrigo, que cambió su nombre por el de Enrique a petición de su hermana, era un hijo del rey García Ramírez de Navarra que tuvo probablemente con su segunda esposa Doña Urraca, y que a la muerte del esposo de Margarita viajó hasta Palermo con la esperanza de hacer carrera gracias a la influencia de su medio hermana, la reina viuda de Sicilia. Llegó a ser una figura creadora de discordia y peligrosa para el futuro reinado de su medio sobrino el rey Guillermo II. Pero entonces, de recién llegado, su hermana Margarita le envió a Apulia con el título de conde de Montescaglioso. Felizmente para la reina, la llegada de un familiar más favorable a sus intereses ocurrió casi simultáneamente. Rotrudo de Ruán había enviado su petición de ayuda a Esteban de Perche, otro primo de la rama L'Aigle. Esteban iba por ese entonces a salir de cruzada a Tierra Santa con un grupo de acompañantes formado por treinta y siete caballeros. Decidió parar en Palermo primero y allí se le persuadió para quedarse en el reino y ayudar a su prima la reina regente. Fue designado canciller en noviembre de 1166.
En 1167, Margarita hizo lo que pudo para socorrer (bajo la forma de dinero) al sitiado papa Alejandro III en Roma, oponiéndose entonces a su enemigo común, el emperador Barbarroja. En otoño de ese mismo año, sin embargo, ella cometió una equivocación que trajo horribles consecuencias: designó a Esteban de Perche como arzobispo del vacante arzobispado de Palermo. Con esto, ahora no sólo la nobleza, sino también el clero desdeñó a la reina regente, querida, no obstante, por el populacho. Su medio hermano Enrique regresó a Sicilia al mismo tiempo y creó nuevo apuro para la reina, acusándola de estar bajo el influjo de su amante Ricardo, conde de Molise. Las alegaciones, inventadas por los amigos de Enrique, eran de forma inesperada totalmente falsas. Sus amigos pronto le convencieron para que apuntara como incestuoso a Esteban de Perche, igualmente inocente como Ricardo de Molise. Alrededor de Enrique de Montescaglioso creció una gran conspiración, pero Esteban fue demasiado rápido y el peligro se difuminó. Margarita convenció a Enrique (es decir, le sobornó) para que saliera de Sicilia y regresara a España.
En 1168, los acontecimientos generados por los vasallos rebeldes, que se oponían a los cortesanos franceses y navarros de la reina regente, llegaron a sobresalir: forzaron a Esteban de Perche a resignar su cargo, mientras Gilberto de Gravina fue desterrado también. Dejaron entonces a Margarita sin ninguna relación familiar excepto su hijo y pupilo en Sicilia: le habían arrebatado el gobierno de sus manos. Margarita protestó por la deposición de su primo de la archidiócesis de Palermo y envió cartas al papa Alejandro III y a Tomás Becket, arzobispo de Canterbury, donde solicitaba su ayuda para reinstalar a su favorito, pero no recibió ninguna de Alejandro y poca ayuda de valor real de Santo Tomás Becket. La regencia de la reina Margarita terminó entonces de facto, aunque fue regente de jure hasta la mayoría de edad de su hijo en 1171.

## Legado

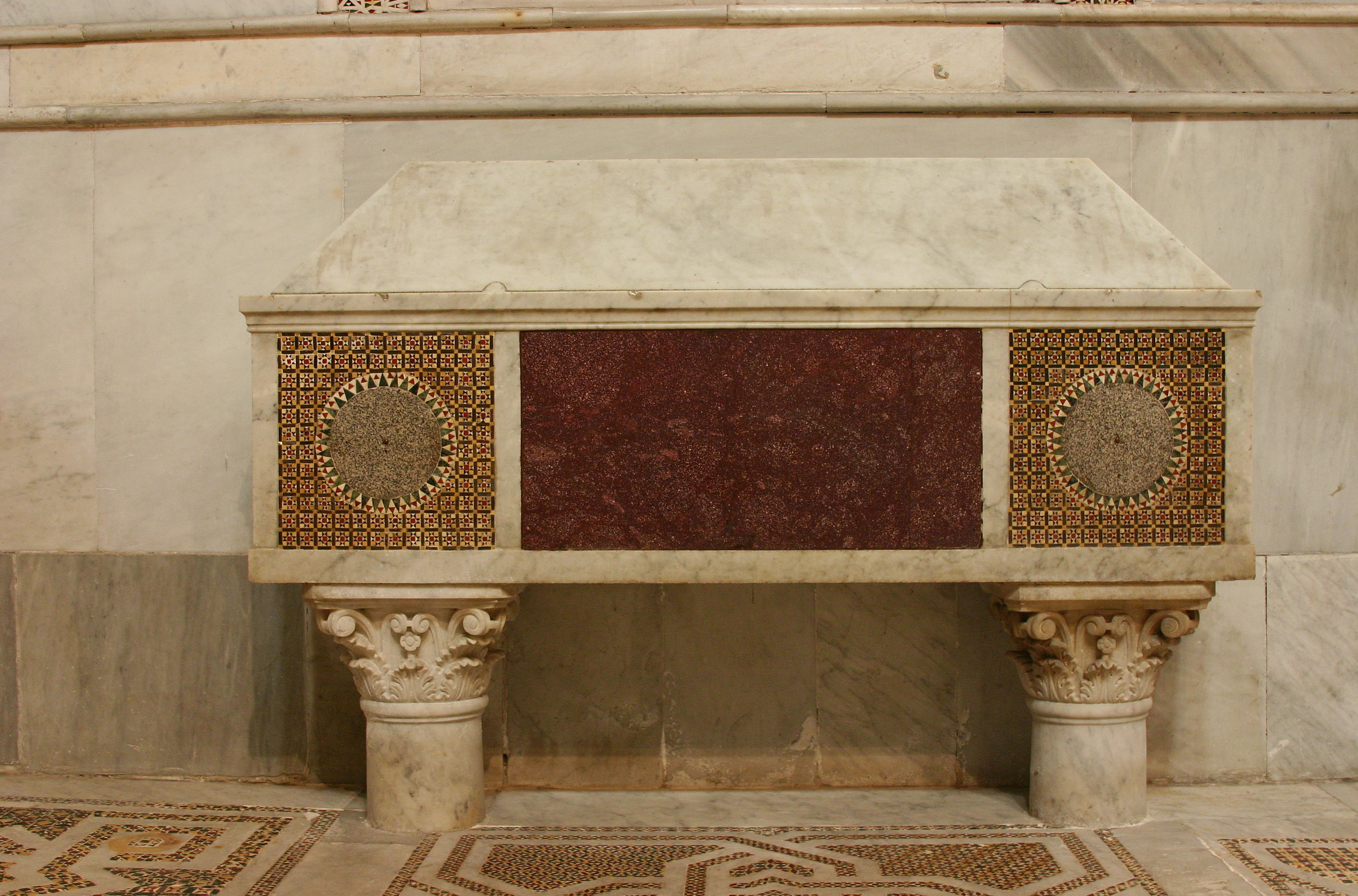
Tumba de Margarita de Navarra

Vivió hasta 1183, dotando como su herencia a la abadía benedictina del sitio de Santa María de Maniaces, construida un siglo antes por el catapán bizantino Jorge Maniaces, así como una iglesia en San Marco d'Alunzio, el primer castillo de Roberto Guiscardo en Sicilia. Fue enterrada en la Catedral de Monreale.
Es interesante la correspondencia que la reina Margarita tuvo con Santo Tomás Becket. Santo Tomás le escribió "te debemos una deuda de gratitud" por la ayuda que la reina había prestado al santo contra el rey Enrique II de Inglaterra. Tomás también escribió a Ricardo Palmer, obispo de Siracusa, solicitándole a él, un opositor contra cualquier otro candidato que no fuera él mismo para la sede palermitana, que trabajara para la causa de la reina y de Esteban. Sin embargo, más interesante que cualquiera de estos intercambios epistolares es el colgante de oro de Tomás que ahora está en el Museo Metropolitano de Arte de Manhattan (Nueva York). Lleva la inscripción ISTUD REGINA MARGARETE SICULORUM TRANSMITTIT PRESUL RAINAUDUS BATONIORUS con una efigie de su alteza Margarita y de un prelado (Tomás o Reinaldo).
Como colofón, las capacidades como regente de la reina Margarita de Navarra en la corte de Sicilia son discutibles. John Julius Norwich habla de su «incapacidad total para gobernar», pero el éxito de Esteban de Perche durante su estancia en el cargo de canciller es innegable. Los estudiosos la culpan sobre todo por su renuncia a ver el desapego que sus parientes causaron a la nobleza y clero local.
| Predecesor: Beatriz de Rethel | Reina consorte y regente de Sicilia 1154 – 1171 | Sucesor: Juana de Inglaterra |